# Lijst van beelden in Appingedam
Dit is een (onvolledige) chronologische lijst van beelden in Appingedam. Onder een beeld wordt hier verstaan elk driedimensionaal kunstwerk in de openbare ruimte van de Nederlandse gemeente Appingedam, waarbij beeld wordt gebruikt als verzamelbegrip voor sculpturen, standbeelden, installaties, gedenktekens en overige beeldhouwwerken.
Voor een volledig overzicht van de beschikbare afbeeldingen zie de categorie Beelden in Appingedam op Wikimedia Commons.
| Geplaatst | Omschrijving               | Kunstenaar                 | Straat                                     | Plaats     | Materiaal                    | Afbeelding |
| --------- | -------------------------- | -------------------------- | ------------------------------------------ | ---------- | ---------------------------- | ---------- |
| 1954      | Oorlogsmonument (pelikaan) | Willem Valk                | Wijkstraat                                 | Appingedam | brons op natuurstenen pilaar |            |
| 1957      | Scheepsschroef             | Wladimir de Vries          | Farmsumerweg                               | Appingedam | brons op natuurstenen zuil   |            |
| 1971      | Op de fiets                | Gerrit Piek                | Harddraversplein                           | Appingedam | brons                        |            |
| 1982      | Stadsomproeper             | Lucas Klein                | Wijkstraat                                 | Appingedam | brons                        |            |
| 1985      | Joods Monument             | A. Bleeker en H. van Dijck | Broerstraat                                | Appingedam | Noors marmer                 |            |
| 1991      | Videopaviljoen             | Zaha Hadid                 | Fivelpoort                                 | Appingedam |                              |            |
| 1993      | Ringoven                   | Mélanie de Vroom           | Alberdaweg, park Ekenstein                 | Appingedam | baksteen                     |            |
| 2002      | Bijen                      | Nelleke Allersma           | Wijkstraat, in tuin Museum Stad Appingedam | Appingedam | brons                        |            |
| 2003      | Indië-monument             | onbekend                   | Stilleweersterweg                          | Appingedam | natuursteen                  |            |
| 2009      | Ovalen                     | Harm van Weerden           | Fivelpoort                                 | Appingedam |                              |            |
| 2013      | De vijf kussen             | Natasja Bennink            |                                            | Appingedam |                              |            |